# Aegophagamyia lurida
Aegophagamyia lurida är en tvåvingeart som först beskrevs av Günther Enderlein 1923.  Aegophagamyia lurida ingår i släktet Aegophagamyia och familjen bromsar.
Artens utbredningsområde är Madagaskar. Inga underarter finns listade i Catalogue of Life.